# 韋德·麥克勞克倫
韋德·麥克勞克倫 CM OPEI（1954年12月10日—），加拿大政治人物，2015年-19年間為第32任愛德華王子島省省長、愛德華王子島省議會約克－牡蠣床選區議員和愛德華王子島自由黨黨魁，為該省首位公開同性戀身份的省長及全加拿大首位公開男同性戀身份的省長。在此之前他曾於1999年-2011年間出任愛德華王子島大學校長，2012年成為該校榮休校長。

## 早年生活
麥克勞克倫在愛德華王子島斯坦霍普（Stanhope）出生，家裏五名子女中排行第三，父母在當地營商。韋德從斯坦霍普學校畢業後到夏洛特敦郊區中學就讀，曾任學生會副主席，並獲教師提名於1970年-71年間在愛德華王子島省議會出任侍員。他於1976年從愛德華王子島大學獲取工商管理學士學位，1981年從新布藍茲維大學法學院取得法學士學位，後於加拿大最高法院任職法律文員至1982年，再於1983年從耶魯大學取得法學碩士學位。

## 學術事業
麥克勞克倫於1983年加入諾華斯高沙省戴爾豪斯大學法學院，先後任職助理教授和副教授至1991年。他於1991年返回母校新布藍茲維大學出任法學院院長至1996年，1997年-99年間則任該校物業研究中心總監。此外，他亦曾於1989年-90年間出任蒙特婁麥基爾大學客席教授，並曾分別於瑞士洛桑大學和澳洲墨爾本大學出任客席研究員。
他於1999年返回另一母校愛德華王子島大學，出任該校第五任校長。在該省以至整個加拿大大西洋地區面臨青年人口下降的背景下，麥克勞克倫以提升該校招生人數為首要任務。在他領導下，該校全讀生數目從1999年的2450人上升至2001-02學年的逾2850人，再於2010-11學年達致近4000人。期間該校在《麥克林》雜誌的大學排名榜地位亦有所改進，在21間主要為本科大學的排名中從2000年的第18名上升至2006年的第5名。麥克勞克倫就任後亦定下目標，倍增該校的科研和發展資金；該校的外部研究資金從1999年的每年200萬元上升至2002年的520萬元，總研究資金再於2007年達致1320萬元。他任内亦見證該校多項擴張項目得以落實，包括新建的學生中心、商學院和加拿大國家研究委員會設施。
他的校長任期於2011年末屆滿，2012年獲名為該校榮休校長。他於2009年成為Medavie健康基金會的董事會成員，並於2013年成為董事會主席；該會為協助青少年應對精神健康和二型糖尿病的項目提供資金。

## 從政
麥克勞克倫於2012年11月當選愛德華王子島北岸自治區議員，首度出任民選公職，並於2014年11月在無競爭對手下自動連任。他並從2013年-15年間出任愛德華王子島城鎮聯會的董事會成員。
2014年11月13日，愛德華王子島省省長和愛德華王子島自由黨黨魁吉茲（Robert Ghiz）突然宣布辭職；兩周後麥克勞克倫宣布競逐該黨黨魁職務。提名期於2015年1月20日結束後尚未有其他候選人參選，麥克勞克倫遂於同年2月21日自動當選自由黨黨魁，並於同月23日宣誓就任第32任愛德華王子島省省長，同時兼任該省財政及能源廳長、和跨政府事務、原住民事務和法語系居民事務廳長。

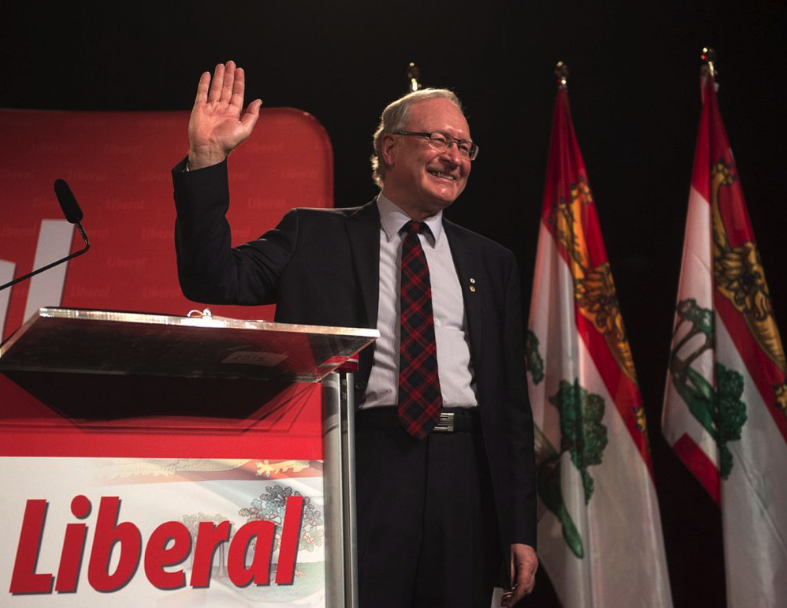
麥克勞克倫出席2015年省選競選活動

2015年5月4日省選，麥克勞克倫帶領自由黨贏取省議會27個議席中的18個，以多數姿態繼續執政。他本人則在約克－牡蠣床選區（York-Oyster Bed）當選省議員，首度晉身省議會。他在新一屆省議會除了出任省長外，亦兼任司法廳長。
麥克勞克倫任職省長期間著重擴闊該省經濟和振興該省人口。愛德華王子島從2015年-19年間的省民生產總值累計上升16%，增幅為全國眾省之最，並遠高於同期加拿大國民生產總值所增長的9%。此外該省從2015年5月到2019年12月的全職工作職位總數亦上升8500份，相當於當地勞工市場的14.2%；增幅主要來自私人企業，覆蓋製造業、建築業、農業、漁業、旅遊業、運輸業和批發貿易等行業。受惠於良好經濟因素，該省人口亦從2015年的14萬4546人上升9%至2019年的15萬6947，這些年間為全國人口及移民增長速度最快的省份。該省的居民年齡中位數亦從2016年的44歲下降至2019年的43.2歲，為1968年以來首次出現下降趨勢。
麥克勞克倫亦主張平衡預算；該省於2015-16財政年度錄得1300萬元赤字，2017-18年度則錄得7500萬元盈餘，2018-19年度再錄得5700萬元盈餘。該省的負債對省民生產總值比率從2015年的36.7%下降至2019年的30.5%，為加拿大東部眾省最低，其DBRS信貸評級亦於2019年8月上調至A級。
執政接近12年的自由黨於2019年省選中失利，只贏取省議會6個議席。麥克勞克倫則在斯坦霍普－馬什菲爾德選區（Stanhope-Marshfield）以104票之差敗予進步保守黨候選人，並於選後兩日宣布辭任自由黨黨魁。

## 榮譽

### 殊勳
| 綬帶 | 勳章                         | 注釋                                    |
|      | 加拿大員佐勳章（C.M.）       | - 2008年4月10日頒發 - 2009年11月5日敘任 |
|      | 愛德華王子島勳章（O.P.E.I.） | - 2014年頒發                            |

麥克勞克倫於2008年獲頒加拿大員佐勳章，是該國首位受頒加拿大勳章後才成為政府首腦的人物。

## 著作
- MacLauchlan, Wade. . Charlottetown: Robertson Library, University of Prince Edward Island. 2014. ISBN 9780919013834.

## 外部連結
- 维基共享资源上的相關多媒體資源：韋德·麥克勞克倫